# Йормундур Інґі Гансен
Йормундур Інґі Гансен (нар. 14 серпня 1940) — ісландський неоязичницький лідер, дизайнер, бізнесмен і роздрібний продавець одягу. За освітою скульптор та відомий як представник субкультури хіпі Рейк'явіка. У 1972 році став співзасновником ісландської неоязичницької організації Асатруарфелагід, створивши її ритуали, літургію та одяг. З 1994 до 2002 рік він був на її чолі, маючи титул аллсгеряргорді. За період його керування Асатруарфелагідом значно збільшилась кількість членів, він придбав будівлю у Рейк'явіку та побудував язичницьку могилу, розроблену Йормундуром. Внутрішній конфлікт призвів до його усунення з посади, у 2004 році він залишив організацію та став лідером нової невеликої групи.
У своєму професійному житті Йормундур створював архітектурні рисунки, займався продажем і дизайном. Він цікавиться чоловічою модою і продавав вінтажний одяг у Рейк'явіку.

## Молодість й освіта
Народився у Рейк'явіку, Ісландія, 14 серпня 1940 року як Йорген Інґі Гансен, він змінив своє данське ім'я на ісландське Йормундур. Його батько, Йорген Ф. Ф. Гансен (1916—1991), мав данське походження та був купцем, мати — Хельга Ейріксдоуттір Гансен (1917—2008). У нього було п'ятеро молодших суродженців. Після закінчення торгової школи у Рейк'явіку у 1957 році, він поїхав до Копенгагена для вивчення будівництва й архітектури у Данському технічному університеті, але через два роки повернувся до Ісландії. Потім він вивчав скульптуру під керівництвом Асмундура Свейнссона та Рагнара К'яртанссона.
У молодості він був відомий своєю богемним життям, цікавився езотерикою та східними релігіями, і був одним із найвидатніших людей у рек'явікському русі хіпі. На парламентських виборах Ісландії 1971 року він був кандидатом від «Framboðsflokkurinn»: жартівливої політичної партії, яка складається переважно зі студентів і музикантів, названа «Mánudagsblaðið» «проблемною молоддю сьогодення». З 1975 до 1978 рік він вивчав угорську, грецьку, санскрит й індоєвропейську порівняльну лінгвістику в Університеті Ісландії.

## Ісландське неоязичництво
За словами Йормундура, він почав сповідувати давньоскандинавську релігію у 1955 році у 15-річному віці. Він самостійно заснував язичницьку конгрегацію, яку назвав «Рейк'явикгодорд» (приблизний переклад «вождь Рейк'явіка»). Він намагався створити ширшу язичницьку організацію у 1950-х роках, але не зміг знайти зацікавлених людей поки студентський рух 1968 року не вплинув на культуру в Ісландії.

### Перші десятиліття Асатруарфелагіда (1972—1993)

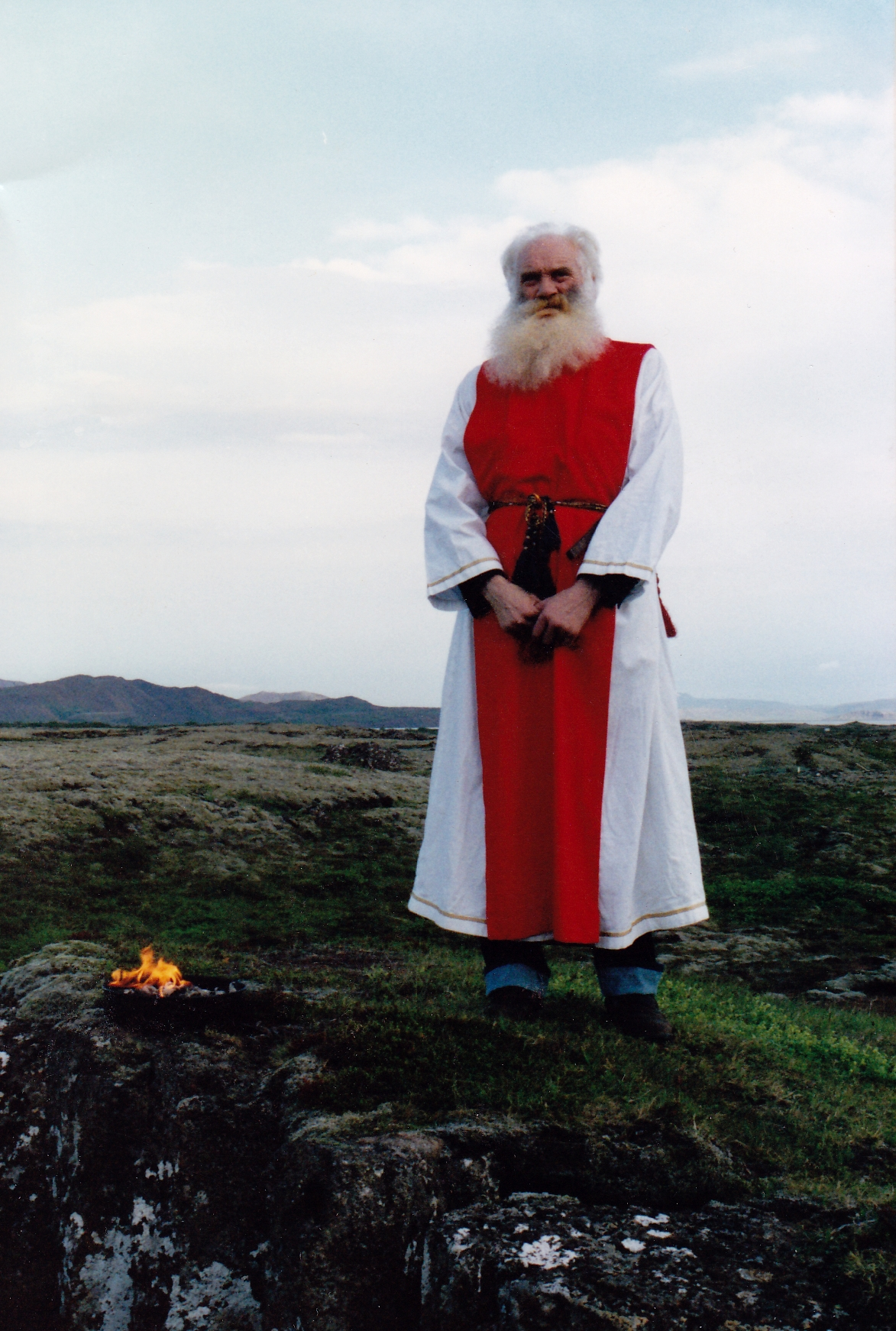
Свенбйорн Бейнтейнссон у 1991 році

Йормундур зв'язався з фермером і поетом Свейнбйорном Бейнтейнссоном, коли дізнався, що той також намагався знайти однодумців для створення язичницької організації. У 1972 році Йормундур і Свейнбйорн співзаснували ісландську неоязичницьку організацію Асатруарфелагід. Разом зі Свейнбйорном, якого обрали першим лідером організації та отримав титул аллсгеряргорді, Йормундур розробив ритуали та літургію організації. Він — автор одягу та образу бога Тора, який використовувався у центрі культового місця групи. Через свою екстравертну особистість він став відповідальним за більшу частину медіапредставництва Асатруарфелагіда. Рейк'явікгодорд, спочатку особистий проєкт Йормундура, продовжував існувати та функціонував як місцевий підрозділ в Асатруарфелагіді, з Йормундуром на чолі.
Протягом першого десятиліття свого існування Асатруарфелагід налічувала близько 70 членів. Невелика частина, зацікавлена у расовій політиці, залишила організацію у 1983 році для формування власної групи, а Асатруарфелагід продовжує характеризуватися ліберальною та гуманістичною формою неоязичництва. Воно засноване на переосмисленні традицій і поєднанні місцевості та космополітизму. Основні традиції пов'язані з культурною історією Ісландії, де давньоскандинавська література та пов'язана з нею скандинавська міфологія здавна були помітними, а також фольклорні вірування та звичаї, пов'язані з такими істотами, як ельфи, ландветте та гульдуфоулки. Теологічні погляди членів Асатруарфелагіда можуть відрізнятися, і представники, включно з Йормундуром, розробили свої особисті погляди.
Йормундур та інші ключові люди в Асатруарфелагіді були творчими особистостями. Це створило сильний акцент на літературних, мистецьких і культурних інтересах. За словами вченого-релігієзнавця Майкла Стрміска, це відрізняє Асатруарфелагід від багатьох неоязичницьких організацій скандинавського походження в інших країнах, як-от США, де більше уваги приділяється військовому та чоловічому образу вікінгів.

### Аллсгеряргорді (1994—2002)
Після смерті Свенбйорна у 1993 році Йормундура обрали новим аллсгеряргорді у 1994 році. Він отримав 59, або 61,8 % голосів, проти 34 голосів, або 36,2 %, за Гайкура Галльдоурссона. Один бюлетень був незаповненим. Йормундур представляв фракцію, яка хотіла зберегти старі традиції, тоді як Гайкур хотів змін в Асатруарфелагіді, щоб, на його думку, стати більш привабливими для сучасних людей.

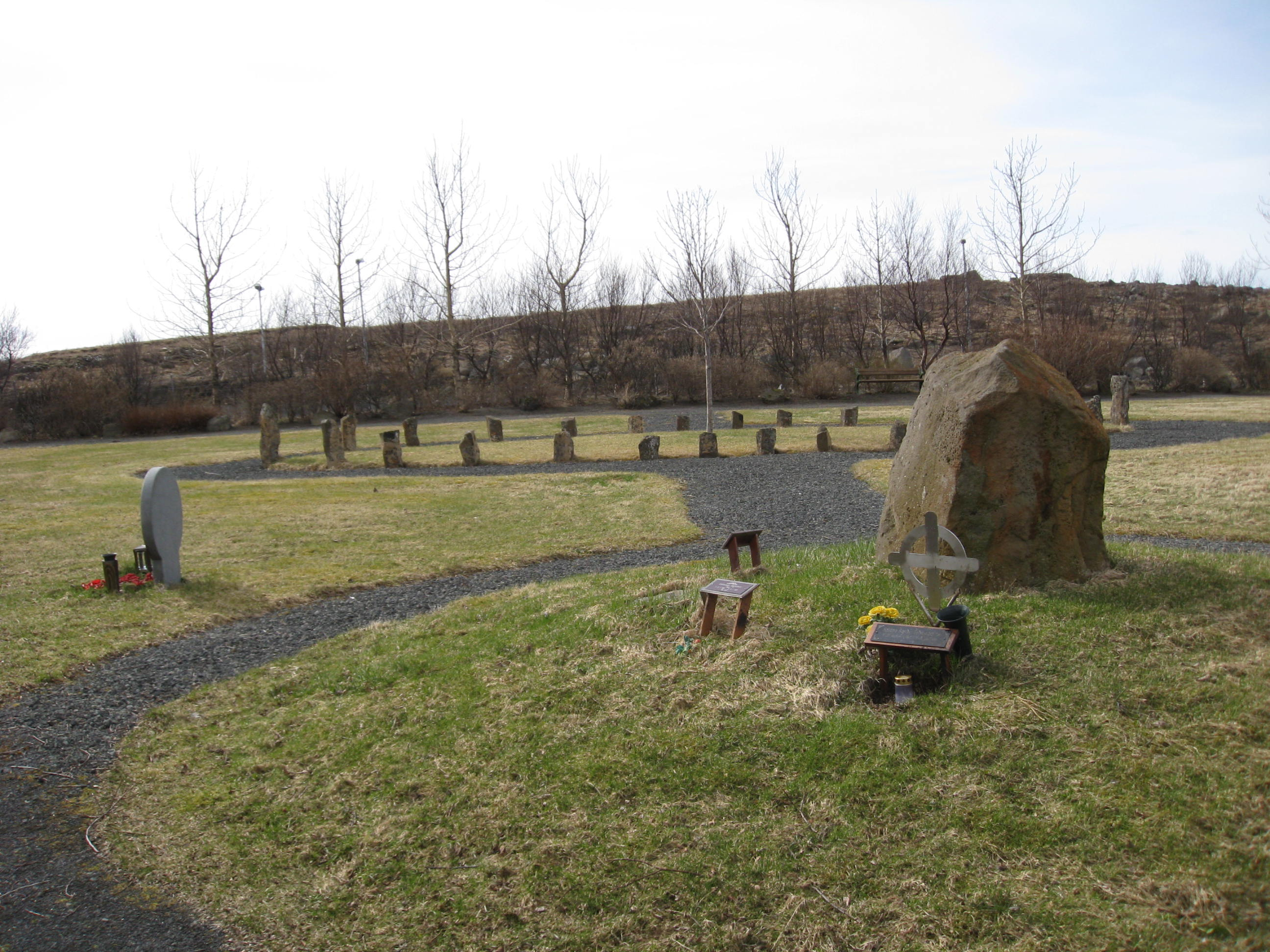
Йормундур спроєктував язичницьку могилу у Рейк'явіку.

Визнання Асатруарфелагіда та значне зростання членства закріпило Йормундура як лідера. Група придбала будівлю у Рейк'явіку, у 1999 році створила офіційне язичницьке поховання за проєктом Йормундура. Могильник є частиною цвинтаря у Граварвогюрі у Рейк'явіку. На межі тисячоліть Йормундур продовжував міжнародну співпрацю між неоязичницькими групами через Всесвітній язичницький конгрес, створений литовцем Йонасом Трінкунасом. Міжнародне бачення Йормундура включало створення Язичницької хартії та надання підтримки країнах без язичницьких організацій. Результатом Всесвітнього язичницького конгресу стало створення Всесвітнього конгресу етнічних релігій (WCER), членом-засновником якого став Асатруарфелагід.
Йормундур хотів керувати Асатруарфелагідом як це робив Свейнбйорн, виконуючи функції голови, касира, промоутера та релігійного лідера, але через збільшення складності, яке виникло зі зростанням організації, рада директорів Асатруарфелагіда почала обирати окремих осіб для деяких функцій, що спричинило внутрішню боротьбу за владу. Підозра щодо зв'язків деяких членів WCER з ультраправими, яка, на думку деяких членів організації, могла негативно вплинути на репутацію їх власної організації, і бізнес з продажу ісландських коней за кордоном, ослабивши внутрішнюупідтримка Йормундура. Більшість членів правління підтримали звільнення Йормундура. Його усунули з посади у 2002 році та замінили заступником аллсгеряргорді Йоніною Крістін Берг, у 2003 році посаду отримав Гілмар Орн Гілмарссон, композитор, музикант і давній учасник Асатруарфелагіда. Йормундур спочатку відмовився прийняти відставку, але він не хотів завдати шкоди організації та схвалив обрання Гілмара.

### Після Асатруарфелагіда (2004 –)
У 2004 році Йормундур з групою лоялістів залишив Асатруарфелагід, зробивши Рейк'явикгодорд знову незалежною як зареєстровану релігійну організацію під його керівництвом. За словами Йормундура, розбіжності між ним і Асатруарфелагідом були пов'язані з фінансами: іншим членам не сподобався його підхід до фінансових питань, і він критично поставився до рішення продати будівлю у Рейк'явіку після його усунення з посади. Незалежний Рейк'явикгодорд Йормундура є невеликою неполітичною групою, яка налічувала майже 30 членів у 2015 році. Він не активно шукав нових членів, але був відкритий для всіх, хто бажав приєднатися. Йормундур зберігає за собою права проводити шлюби та поховання через організацію.
Йормундур з'являється в альбомі 2005 року «Red for Fire: An Icelandic Odyssey» норвезького геві-метал-гурту «Solefald», де він декламує еддичну поему «Словесні чари Локі». Він — об'єктом п'ятихвилинного документального фільму «Йормундур» (2018), у якому він обговорює свій світогляд і концепцію єднання з природним світом. Фільм отримав нагороду за найкращий ісландський короткометражний фільм на Міжнародному кінофестивалі у Рейк'явіку 2018 року. За словами журі це «гарна, побожна ода на цікаву тему».

## Релігійні погляди
Важливий ранній вплив на концепцію Йормундура з приводу давньоскандинавської релігії мав вчений XIX століття Фіннур Магнуссон. Йормундур зберіг великий інтерес до історії релігій та порівняльного релігієзнавства, наголошуючи на зв'язку між старими традиціями Ісландії та такими місцями, як Осетія та Литва.
У 1992 році Йормундур визначив свій підхід до скандинавського політеїзму як вибір на користь асів — богів, яких він розглядає як конструктивні сили світу, проти йотнари — типу істоти, яка часто конфліктує з богами у скандинавських міфах, кого він вважає руйнівною силою. Він розглядає сили природи певною мірою як богів і як тих, хто сформував світ із раніше існуючої матерії. Він вважає, що найкращий спосіб сповідувати релігію — це «бути послідовним із собою, жити у гармонії з природою, ставитися до неї з повагою та підкорятися громадському порядку». В інтерв'ю 2008 року він сказав, що, на його думку, скандинавське язичництво є природним для ісландців, оскільки воно є частиною їхньої культури та мови. Він пов'язав це з концепцією мемів, нематеріального еквівалента генів.
Замість того, щоб намагатися реконструювати історичну літургію, ритуали Асатруарфелагіда були створені шляхом перероблювання й експериментів на основі старих традицій з метою їх постійного оновлення. Ритуали зазвичай мають певний зв'язок із давньоскандинавською літературою, використовуючи такі історичні терміни, як блот і декламування давньоскандинавської поезії. У цьому контексті Йормундур вважається людиною, яка виступає за міцну спадкоємність традицій й опорою на історичний матеріал. Деяких перших членів Асатруарфелагіда залучили до медіумістської асоціації Félag Nýalssinna. Йормундур брав участь у кількох їхніх сесіях, але результати його не переконали.

## Професійна кар'єра та інші заняття
З 1962 до 1966 рік Йормундур працював над створенням архітектурних рисунків. Після цього він працював продавцем у компанії свого батька та керував власним невеликим бізнесом. Він працював над різними дизайнерськими проєктами для архітектурних фірм і через власну компанію з дизайну інтер'єрів. Після розпаду СРСР він переїхав до Литви, де працював над експортом ісландських коней, але повернувся до Ісландії після смерті Свейнбйорна у 1993 році й отримав призначення аллсгеряргорді. До самої пенсії він заробляв імпортом кухонної техніки з Німеччини.
Йормундур дуже цікавився чоловічою модою та започаткував Fatamarkaður Jörmundar (досл. «Ринок одягу Йормундура), магазин вінтажного одягу у Рейк'явіку. За його словами, справа не приносить багато грошей і сприймає її як послугу, яка допомагає чоловікам краще одягатися, оскільки не вважає сучасні модні тенденції для них хорошими. Весь одяг, який він продає, був частиною його особистого гардеробу. Спочатку він купував і продавав одяг на блошиному ринку «Колапортід». На початку 2010-х років він відкрив власну крамницю у Лаугавегурі, але покинув це місце через брак клієнтів. Станом на 2020 рік він керував п'ятьма ятками на базарі у торговому центрі «Крінглан».

### Виноски
1. ↑  Goðorð — термін середньовічної Ісландської Вільної держави, де це була політична, а до християнізації релігійна посада.[5]
2. ↑  ása- походить від Æsir|áss, архаїзм слова «Бог» і пов'язаний з скандинавською міфологією.[7]
3. ↑  До Асатруарфелагід входило 172 члени у 1994 році, а на кінець 2002 року численніссть зросла до 636 осіб.[14][15]
4. ↑  Після того, як Йормундур був лідером, Асатруарфелагід залишив WCER (пізніше перейменований на Європейський конгрес етнічних релігій, ECER) і загалом скептично ставився до міжнародної співпраці.[21]